# Павлівський майдан
Па́влівський майда́н (з 1919 до 1942 рр. та з 1954 до 2013 рр. — майда́н Ро́зи Люксембу́рг) — майдан в історичному центрі Харкова.

## Розташування
Майдан розташований в центрі міста, поблизу Університетської гірки. Бере початок від майдану Конституції, закінчується Сергіївським майданом. Через нього пролягає кордон між Основ'янським та Шевченківським районами.

## Історія

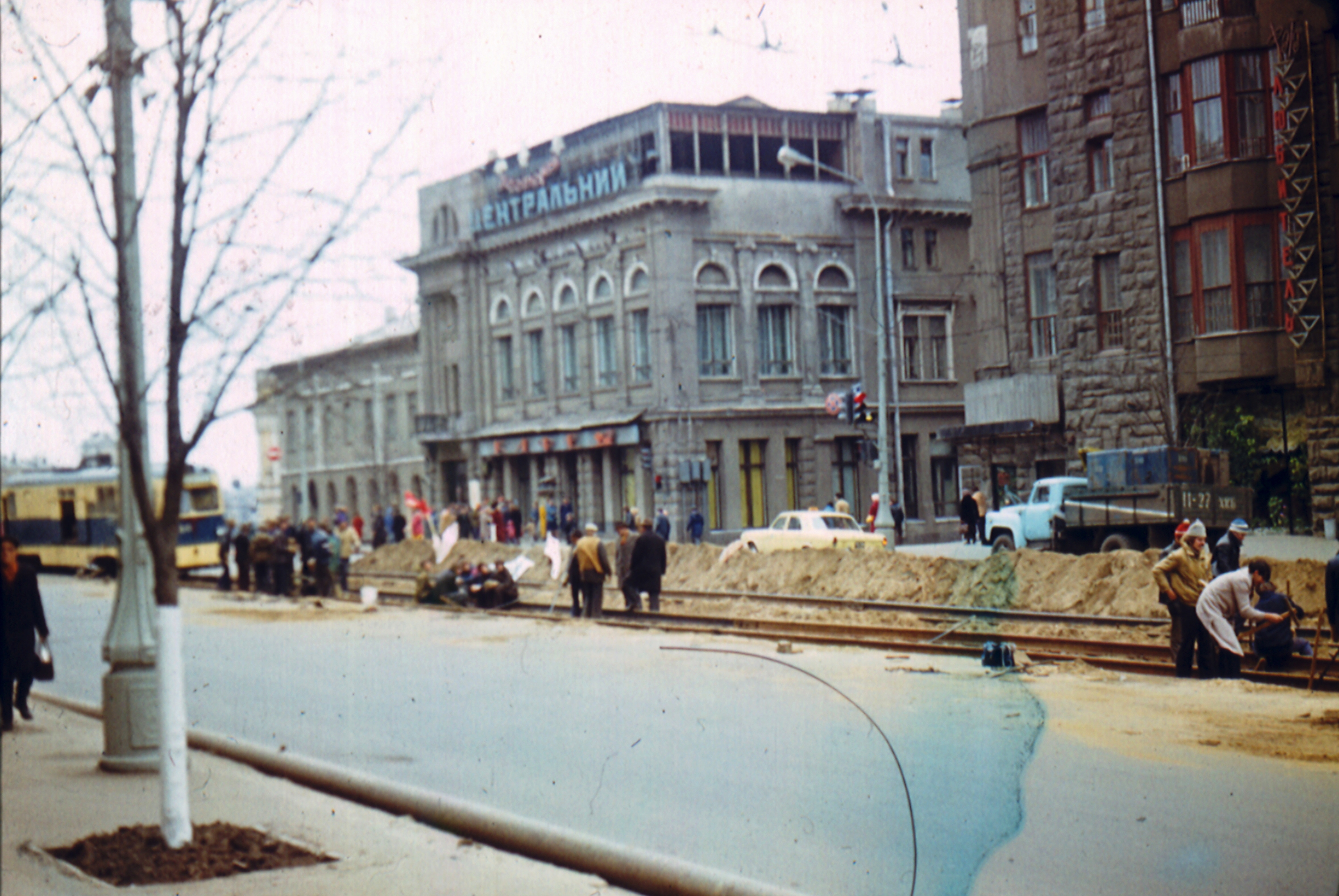
Площа в 1981 році

Довжина 0,470 км. Заснований на початку другої половини XVII ст., звався Народний або Торговий майдан (згадується в рішенні міськдуми 20 квітня 1884 р.), оскільки на ній був міський ринок. Тут проводилися щорічні Покровський та Успенський ярмарки. З кінця XVIII до початку XIX ст. — паралельно називався Лобний майдан, оскільки тут до 1830 р. проводилися публічні покарання. На майдані був поштовий двір (на південно-східному розі Університетської вулиці), поруч з ним — верстовий стовп і лобне місце.
У XIX столітті майдан забудували одно- і двоповерховими будинками переважно торгового призначення.
Наприкінці 30-х років XIX століття купець Савелій Павлов, який започаткував цукерково-пряникове виробництво в Харкові, побудував тут кам'яний магазин, через що майдан стали називати Павлівським. Пізніше в будинку Павлова перебував Малий театр (1868—1874 роки) і «Гранд-готель», який у радянські часи називався «Спартак». Будинок до наших часів не зберігся — був зруйнований під час війни у 1943 році.
У часи революцій 1905—1917 років саме на Павлівському майдані збиралися народні збори та антимонархічні мітинги. 25 січня 1919 року Павлівський майдан був перейменований в майдан Рози Люксембург. 11 березня 1919 року у готелі «Асторія» почав свою роботу Всеукраїнський Революційний Комітет.

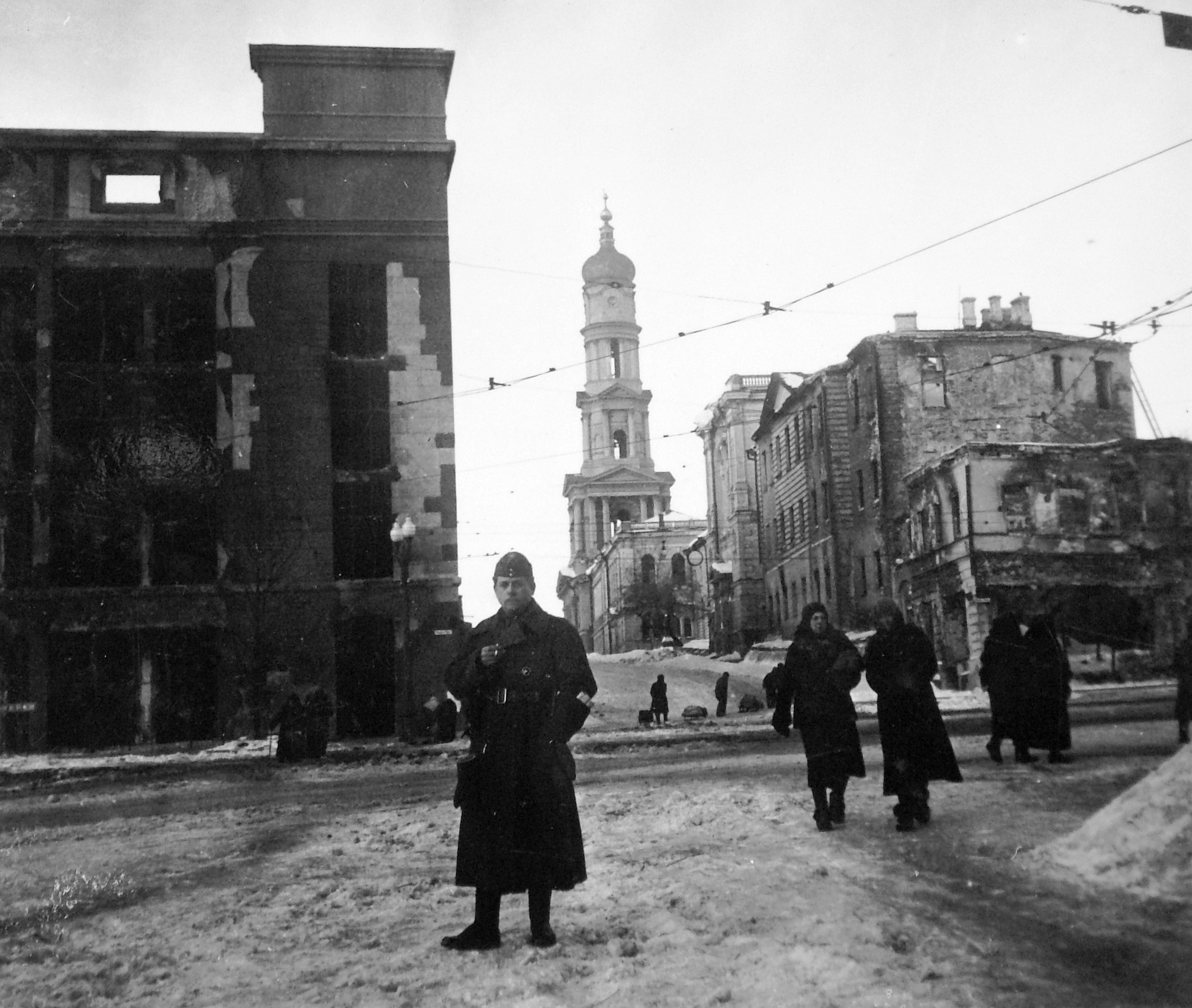
Площа в 1942 році

Згідно з рішенням Міськуправи від 7 вересня 1942 р. у роки німецької окупації (1942—1943) поверталася назва Павлівський майдан. Після повернення радянської влади в 1943 р. він знову отримав ім'я Рози Люксембург. 2 жовтня 1945 року рішенням про повернення історичних назв відновлено назву Павлівський майдан. Але вже згідно зі списком вулиць 1954 повернулася назва майдан Рози Люксембург.
20 листопада 2013 року Харківська міська рада ухвалила рішення про повернення майдану його історичної назви — Павлівський. Пропозиція щодо перейменування надійшла від топонімічної комісії міста..

## Будинки

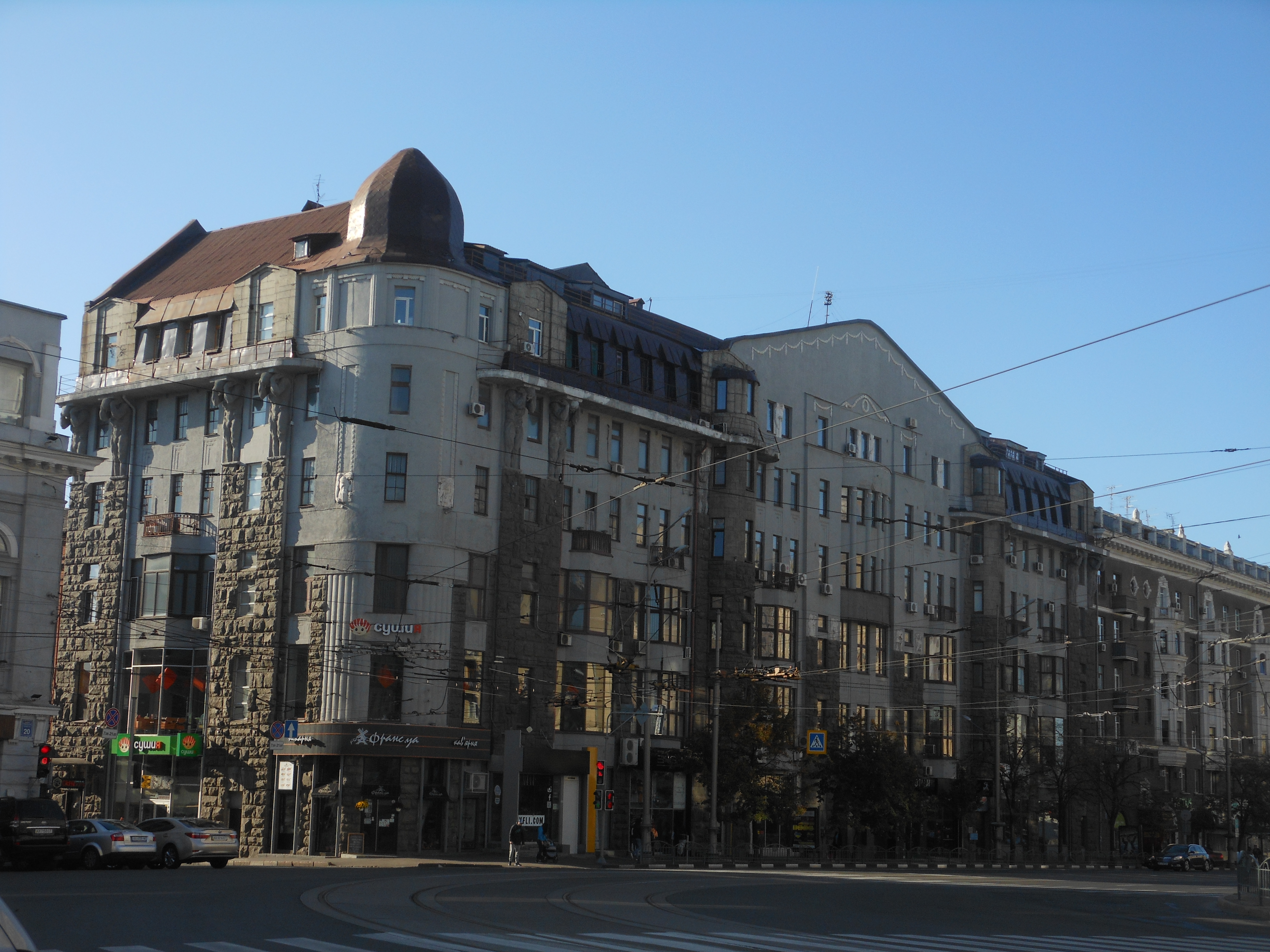
Будинок № 10

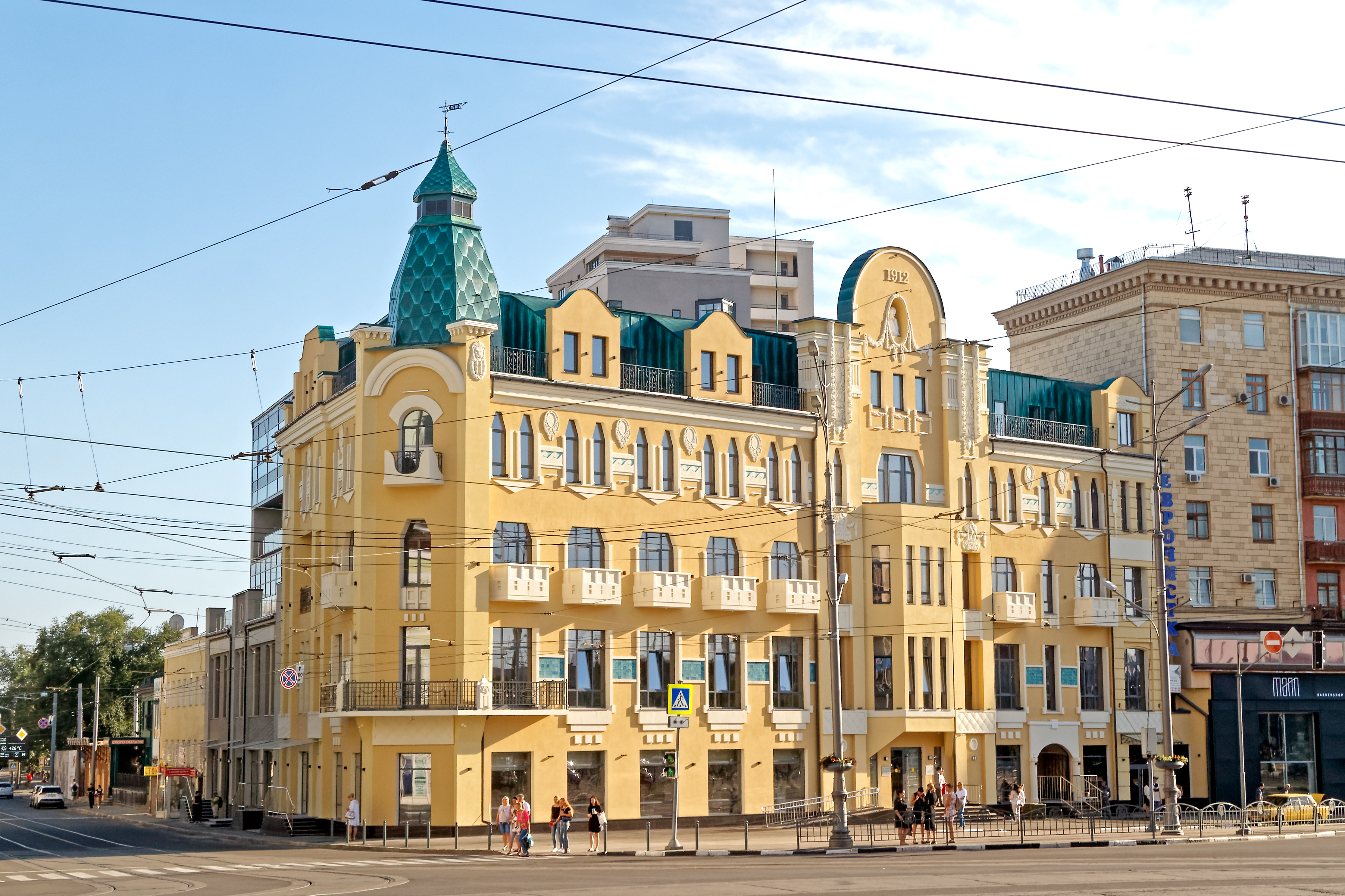
Будинок № 4 після реставрації, 2020 р.

- Буд. № 1/3 — Центральний універмаг. Побудований в 1954 році, архітектор — Михайло Мовшович. На місці, де знаходиться будівля, на західному куті площі, на місці приватних торгових лавок в 1933 році був побудований перший в Харкові універмаг (архітектор Олександр Лінецький). В кінці 30-х років його розширили за рахунок суміжної будівлі та добудували до Університетської вулиці (архітектор П. І. Фролов). У роки німецько-радянської війни універмаг був зруйнований. Підчас відновленні фасаду додали риси архітектури, характерні для 50-х років.
- Буд. № 4 — Житловий будинок. Побудований в 1912 р, архітектор Борис Корнієнко. Колишній Селянський будинок. Архітектор надав фасадам риси українського зодчества: скошені кути віконних прорізів, декорування народним орнаментом, на фронтоні в ніші поміщений бюст Тараса Шевченка. Фасади під час ремонтів втратили частину архітектурних деталей.
- Буд. № 5 — Житловий будинок зі вбудованими магазинами. Побудований в 1955 р., архітектори — Веніамін Костенко, Борис Клейн, Н. В. Згурська. 9-поверховий житловий будинок розташований між вулицями Квітки-Основ'яненка та Університетською.
- Буд. № 10 — Будинок побудований в 1910—1913 рр., архітектори — Микола Васильєв та Олександр Ржепішевський. Одна з перших в місті багатоповерхових будівель із залізобетонним каркасом. У нижніх поверхах розміщувався Купецький банк, в середніх — конторські приміщення, в верхніх — готель «Асторія». У цій споруді поєднуються новизна конструкції з архаїзмом скульптурних деталей.

## Пам'ятник Незалежності України

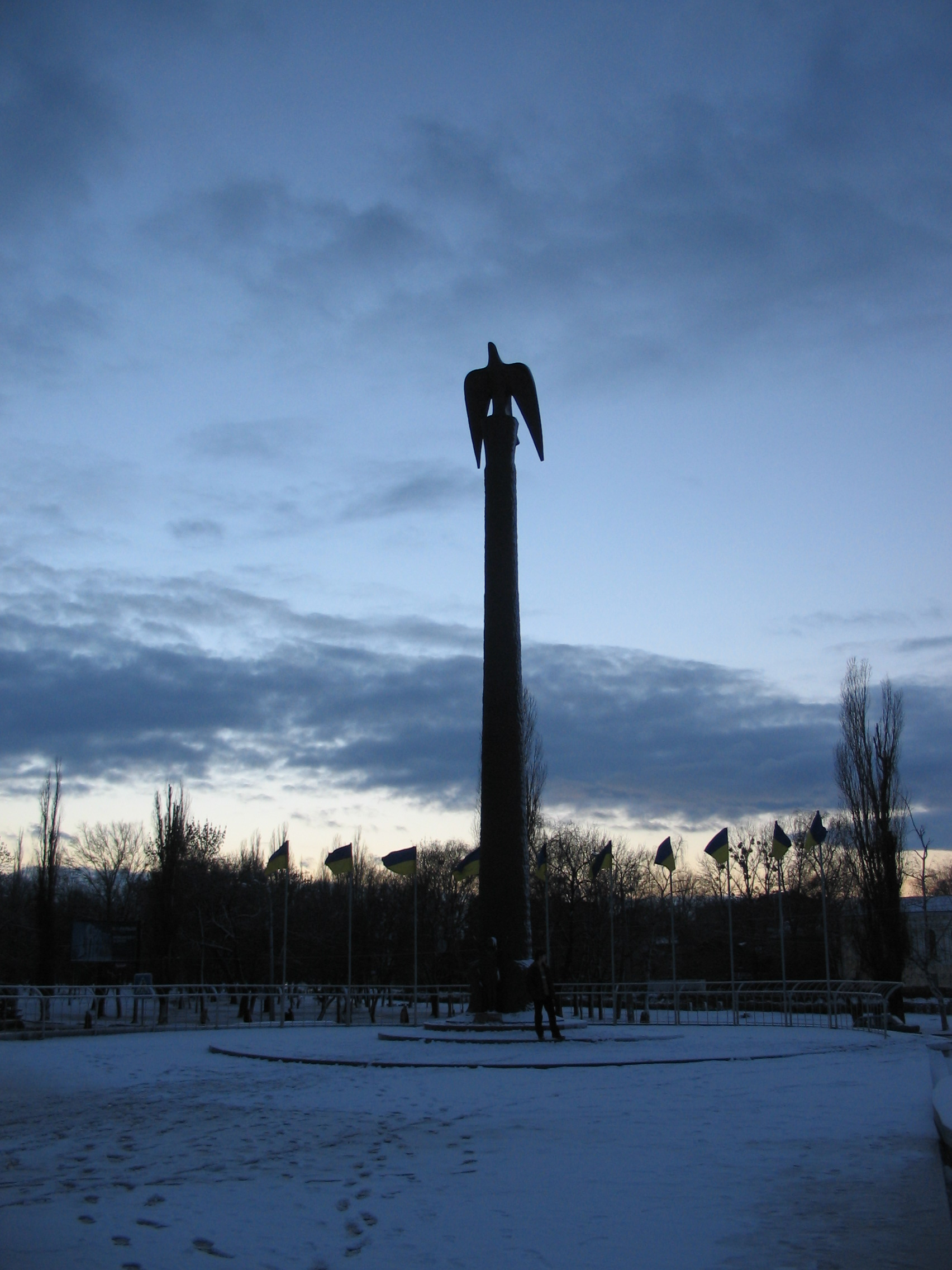
Демонтований пам'ятник

У 2001 році на честь десятиріччя незалежності України на майдані було встановлено пам'ятник. Багато містян оцінили пам'ятник негативно. Скульптура увійшла у рейтинг найжахливіших пам'яток сучасної України У 2011 році міською владою було прийнято рішення про демонтаж скульптури в рамках реконструкції майдану. Пам'ятник було демонтовано назавжди, замість нього у 2012 році було урочисто відкрито новий пам'ятник Незалежності на майдані Конституції.

## Транспорт
Із початку XX сторіччя Павлівським майданом курсувала «конка». З 1981 року курсують трамваї № 3, 5, 6, з 2012 року через майдан також прямує тролейбусний маршрут № 11.